# Itame graphidaria
Itame graphidaria là một loài bướm đêm trong họ Geometridae.